# Front Obrer Rus
Front Laboral Rus (FLR; rus: Российский трудовой фронт; РТФ), antigament Front Laboral Unit Rus (ROT FRONT; rus: Российский объединённый трудовой фронт; РОТ ФРОНТ) és un partit d'esquerres a Rússia. Va ser format inicialment pel Front d'Esquerres, el Partit Comunista Obrer Rus i diversos sindicats el 22 de febrer de 2010, però no va ser registrat fins al 2012, després de nombrosos intents davant el Registre del Ministeri de Justícia.
El 27 de febrer de 2020, a petició de la Llei sobre partits polítics, el Tribunal Suprem de Rússia va liquidar el partit per la reclamació del Ministeri de Justícia per participació insuficient en les eleccions regionals durant 7 anys, malgrat com d'altres organitzacions van continuar la seva activitat.
Posteriorment, el Front es va dividir. Les contradiccions entorn la participació electoral i els posicionaments davant l'operació militar de Rússia a Ucraïna van provocar la marxa tant dels activistes del Front d'Esquerres com del PCOR, i l'1 de juliol de 2022, l'organització va canviar de nom: es va eliminar la paraula "units", el nom abreujat es va canviar de "ROT FRONT" a "RTF", es va canviar tant el disseny del lloc web com el logotip i simbologia, eliminant tota referència comunista i revolucionària. Al seu torn, el PCOR no reconeix l'escissió, planeja recrear l'original ROT-FRONT juntament amb el Partit Comunista Unit.